# Kanaalmeerval
De Kanaalmeerval (Ictalurus punctatus) is een straalvinnige vis uit de familie van de Noord-Amerikaanse katvissen (Ictaluridae) en behoort derhalve tot de orde van meervalachtigen (Siluriformes). De vis kan een lengte bereiken van 132 cm. De hoogst geregistreerde leeftijd is 16 jaar. 

## Leefomgeving
Ictalurus punctatus is een zoetwatervis. De vis prefereert een gematigd klimaat. Het verspreidingsgebied beperkt zich tot Noord-Amerika. De diepteverspreiding is 0 tot 15 m onder het wateroppervlak. 

## Relatie tot de mens
Ictalurus punctatus is voor de visserij van groot commercieel belang. In de hengelsport wordt er weinig op de vis gejaagd. Tevens wordt de soort gevangen voor commerciële aquaria en particuliere vijvers.